# Victoria Bitter

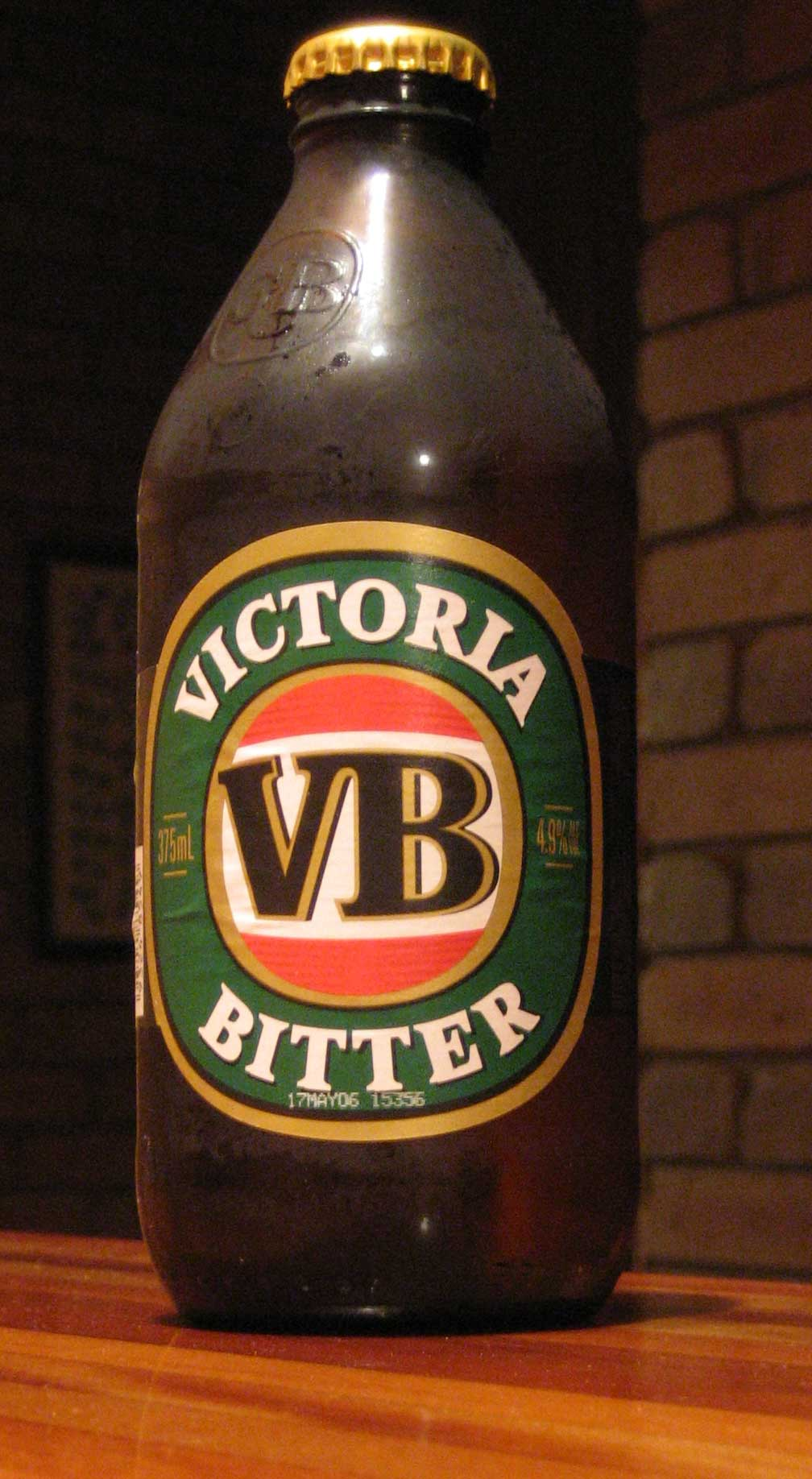
En flaska VB

Victoria Bitter, eller VB som det vanligen kallas, är ett ljust lageröl från delstaten Victoria i Australien. Ölet bryggs av Carlton & United Beverages, och är det mest sålda ölmärket i Australien. 
Trots namnet är Victoria Bitter inte en bitter i vanlig bemärkelse, utan betraktas i allmänhet som en vanlig ljus lager, eller bitter lager. Ölet har sitt ursprung från 1890-talet, och har en alkoholhalt på 4.9 volymprocent.

## Historia
Victoria Bitter grundades av Thomas Aitken som utvecklade recept i början av 1900-talet